# 查塔姆 (麻薩諸塞州普查規定居民點)
查塔姆（英語：Chatham）是位於美國麻薩諸塞州巴恩斯特布爾縣的一個普查規定居民點。

## 人口
根據2020年美國人口普查的數據，查塔姆的面積為9.03平方千米，當中陸地面積為6.83平方千米，而水域面積為2.20平方千米。當地共有人口1551人，而人口密度為每平方千米171.76人。